# Nord-Østerdals prosteri

Prosterier i Hamars stift. Det gröna området på kartan är Nord-Østerdals prosteri.

Nord-Østerdals prosteri (norska: Nord-Østerdal prosti) är ett kontrakt (prosteri, norska: prosti) i Hamars stift inom Norska kyrkan. Kontraktet omfattar kommunerna Alvdal, Folldal, Os, Rendalen, Tolga och Tynset i Innlandet fylke i östra Norge.
Namnet syftar på att kontraktet omfattar den norra delen av landskapet Østerdalen.

## Socknar
Nord-Østerdals prosteri består av 17 socknar (norska: sokn eller sogn) inom sex kyrkliga samfälligheter (norska: kirkelige fellesråd), motsvarande kommunerna:

### Alvdals kyrkliga samfällighet
- Alvdals socken

### Folldals kyrkliga samfällighet
- Folldals socken
- Øvre Folldals socken

### Os kyrkliga samfällighet
- Dalsbygda socken
- Narbuvolls socken
- Os socken

### Rendalens kyrkliga samfällighet
- Hanestads socken
- Sjøli og Ytre Rendalens socken
- Øvre Rendals socken

### Tolga kyrkliga samfällighet
- Hodalens socken
- Holøydalens socken
- Tolga socken
- Vingelens socken

### Tynsets kyrkliga samfällighet
- Brydalens socken
- Kvikne socken
- Tylldalens socken
- Tynsets socken